# Jan Rak (artysta)
Jan Rak (ur. 1820, zm. 1909) – polski poeta i rzeźbiarz chłopski z Husowa pod Łańcutem.
W latach 1877–1889 był pisarzem gminnym. Oprócz pracy na roli i pisania wierszy zajmował się rzeźbą w drewnie, zdobił przedmioty użytkowe i wycinał świątki. Niektóre z jego utworów znajdują się w Muzeum Etnograficznym w Krakowie.
Przedstawiciel samorodnej twórczości chłopskiej. Jest autorem książki Utwory chłopa pańszczyźnianego (Warszawa, 1953).